# Mieczysław Jastrun
Mieczysław Jastrun (n. 29 octombrie 1903 - d. 22 februarie 1983), pe numele adevărat Mojsze Agatstein, a fost un poet și eseist polonez de origine evreiască.
A făcut parte din gruparea literară Skamander. A scris o poezie intelectualistă, lipsită de retorică, angajată moral și social și prin care denunță războiul.

## Scrieri
- 1929: Întâlnire în timp ("Spotkanie w czasie")
- 1938: Pârâul și liniștea ("Strumień i milczenie")
- 1944: Ora critică ("Godzina strzeżona")
- 1946: Lucruri omenești ("Rzecz ludzka")
- 1952: Poem depsre limba polonă ("Poemat o mowie polskiej")
- 1959: Geneze ("Genezy").

A mai scris biografii romanțate despre Adam Mickiewicz, Juliusz Słowacki, Jan Kochanowski.
A tradus din poeți francezi și ruși.
1. ↑  Czech National Authority Database, accesat în 1 martie 2022
2. ↑  Autoritatea BnF, accesat în 10 octombrie 2015
3. ↑  CONOR.SI[*] Verificați valoarea |titlelink= (ajutor)